# Inter City firm
La Inter City Firm (ICF), és el grup de Hooligans més representatiu del West Ham United FC, equip de futbol de la Premier League, la lliga de futbol anglès. El nom d'Inter City prové de dels trens InterCity de Londres, trens que utilitzaven els membres d'aquest grup per desplaçar-se als partits fora de casa. Els trens InterCity, són trens de primera classe, tot i que el grup de la ICF preferia viatjar en aquests trens abans que amb els Football specials, que eren trens barats dedicats als seguidors i escortats per la policia anglesa.
Va estar especialment en actiu a la dècada de 1970, 1980 i 1990, encara que en la dècada de 2010 encara continuen actius. Se'ls considera generalment com el primer grup hooligan organitzat.

## Ideologia
El grup no té cap postura ideologia pròpia, però gran part dels seus membres són d'esquerres degut als seus orígens obrers. Un dels seus membres més famosos va ser Cass Pennant.

## Rivalitats
L'equip del West Ham és un equip de Londres i, per tant, té grans rivalitats amb els altres equips de la ciutat, com són: Millwall Football Club, amb el qual tenen més odi, el Chelsea Football Club, Arsenal Football Club i el Tottenham Hotspur FC. Fora de la ciutat tenen tenses relacions amb els seguidors del Manchester United, Birmingham, i Newcastle United.

## Fama
La InterCity Firm ha estat el grup de hooligans més respectat i famós de tot el Regne Unit, gràcies als nombrosos reportatges televisius a causa de les escenes d'extrema violència i baralles on gairebé sempre sortien victoriosos. La banda estava dirigida per en Cass Pennant, un dels hooligans més reconeguts per tota Anglaterra. L'ICF va fer famoses unes targetes de visita anomenades calling cards, que deixaven juntament a les seves víctimes.

## Cine i televisió
- El 1984, la BBC va realitzar un reportatge anomenats Hooligans, on els membres de la ICF n'eren els protagonistes. Aquest reportatge va fer créixer la fama i el respecte de la banda.
- The Firm (Alan Clarke, 1988) producció de la BBC i protagonitzada per Gary Oldman.
- El seu punt màxim de fama va ser el 2005, quan es va fer la pel·lícula Green Street Hooligans protagonitzada per Elijah Wood. On un jove estudiant de periodisme és expulsat erròniament de Harvard, i decideix anar a visitar la seva germana a Londres, on coneix el líder de la GSE (Green Street Elite), que és l'adaptació cinematogràfica de la ICF. Allà veurà com la gent que defensa uns colors, lluitarà per mantenir el seu orgull i ser els més temuts per tota Anglaterra.
- En 2008 es va realitzar una pel·lícula dedicada a la figura de Cass Pennant.[6]